# 唐納德·圖斯克
唐纳德·弗朗齐谢克·图斯克（波蘭語：Donald Franciszek Tusk，發音：[ˈdɔnalt franˈt͡ɕiʂɛk ˈtusk] ⓘ；1957年4月22日—），波兰政治家，公民纲领党主席，现任波兰总理，历史学家出身，曾于2007年至2014年首次担任波兰总理。2014年12月1日到2019年11月30日期間擔任歐洲理事會主席。2019年至2022年擔任歐洲人民黨主席。
1997年至2001年担任波兰参议院副议长；2001年至2005年担任波兰众议院副议长；参议员和众议员；第一、四、五、六届国会议员；2005年波兰总统候选人。2005年11月5日至2006年12月5日担任议会主席。2007年11月9日图斯克被任命为波兰总理，16日正式上任，并于2011年的议会大选中再次连任。在2023年10月的波蘭議會選舉中，圖斯克所在党派联盟获得胜利，12月11日圖斯克被提名再次出任波兰总理一职，12月13日就职。

## 生平

### 早年
1976年，图斯克毕业于格但斯克哥白尼中学。1980年，从格但斯克大学人文系历史专业毕业。
从团结工会的早期时代的开始，图斯克就参与了在格但斯克的学生运动。他参与了在大学建立团结学生会，以及后来的当地独立学生会。在1980年代，他一直活跃在学生运动的最前沿，他是有影响力的独立学生会（NZS），团结学生联盟的创始人之一。後來他成为一名记者，参与亲团结工会的组织，如《自治》，以及卡舒出版物。他与沿海地区的自由工会以及卡舒比亞领导人莱赫·巴德科夫斯基合作。因为图斯克的政治活动，而被当时的波兰統一工人党政府列入黑名单，使得他不能在任何国家控制的单位就业，所以图斯克只能在Swietlik合作社工作了七年之久。

### 進入政壇
1991年担任自由民主党领导人，并且在同年的议会选举中，赢得众议院37个席位。在1992年的政治危机中，图斯克支持对聯合政府的不信任案，该案推翻了奥尔谢夫斯基内阁，他和其他七个党派的领导人推举汉娜·苏霍茨卡接任总理。
1993年，苏霍茨卡内阁倒台，他的政党没有取得5%的议会多数，因而没能进入政府。1994年4月，图斯克当选自由联盟的副主席之一，自由联盟是图斯克的自由民主大会党和民主联盟党合并的产物。1997年，他当选参议员，支持耶日·布澤克的中間偏右團結工會竞选联盟，2000年他退出自由联盟。
　
2001年1月24日，他与安德烈·奥莱霍夫斯基和马谢伊·普瓦任斯基联手组建中右派的公民纲领党，普瓦任斯基为党主席。2001年该党在下院获得了65席，2003年6月1日，图斯克任该党主席。

### 首次組閣

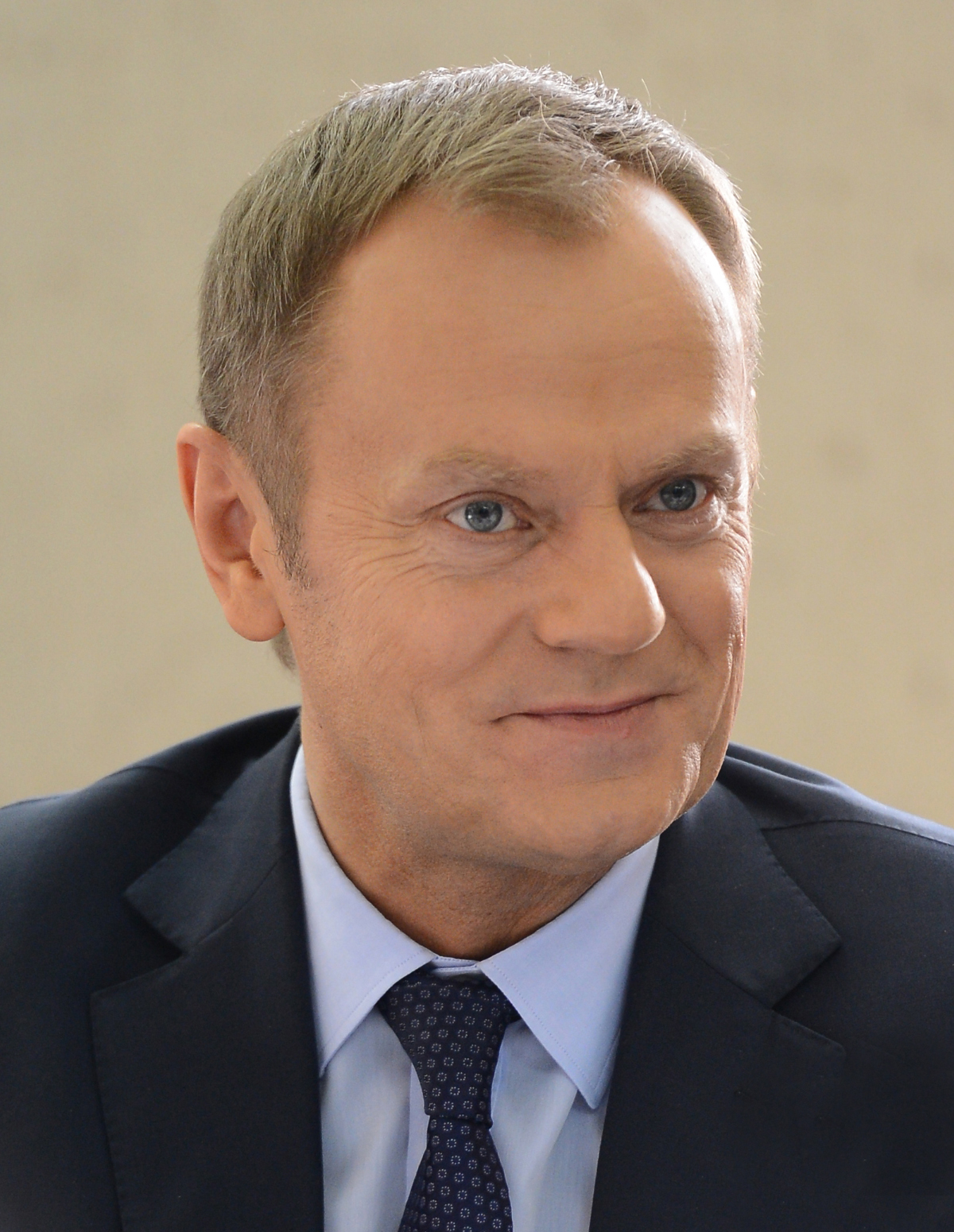
2013年的圖斯克

2005年，图斯克代表公民纲领党参加了总统选举，但是在第二輪投票被右翼、疑歐派的莱赫·卡钦斯基击败。
在2007年的议会选举中，他个人获得了53万4千张票，这是苏东剧变以来，波兰个人竞选议员得票数的最高纪录。而他領導的中間偏右公民论坛党获得了全部选票当中的41%，他作为党主席成功当选总理，並與波蘭人民黨組成聯合政府。2011年11月，领导公民纲领党在波兰议会选举中赢得最多席位，成为第一个自波兰共产政权垮台以来成功连任的总理。
2012年5月，他获得了瓦尔特奖，以表彰他在2011年下半年在欧盟委员会致力于欧洲一体化并促进波兰和德国的对话。德国总理默克尔在演讲中称赞图斯克为“一个有远见的欧洲人”。

### 歐洲理事會主席

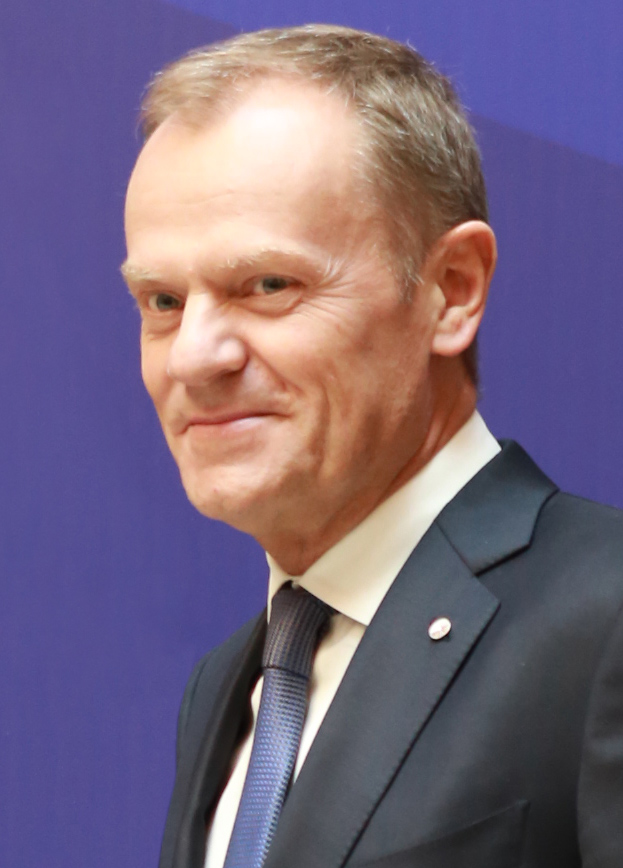
2015年的圖斯克

2014年8月30日，欧盟國家领导人在布鲁塞尔召开特别峰会，因中間偏右歐洲人民黨是歐洲議會的最大黨，且是多數歐盟國家的執政黨，故可提名歐盟委員會主席及歐洲理事會主席。得到德国总理安格拉·默克爾和英国首相戴维·卡梅伦大力支持的图斯克，当选为新一届欧洲理事会主席，他于12月1日上任，接替范龙佩。他也因此成为第一位担任欧洲理事会主席的东欧領導人。他只能说一点英语，不会说法语，他亦是俄罗斯的坚定批评者。此外，來自東歐的圖斯克擔任欧洲理事会主席，可以平衡部分歐盟成員國對有歐盟聯邦主義傾向的欧盟委员会主席尚-克勞德·榮克的不滿。

### 二度組閣
2021年7月，图斯克移居华沙，並且再度出任公民綱領领导人。
2023年10月，波蘭議會選舉中，圖斯克所在党派联盟获得胜利。12月11日，圖斯克以248票赞成，201票反对，被议会提名出任波兰总理一职。12月13日，圖斯克就任波蘭總理。就职后，图斯克前往布鲁塞尔以试图修复波兰与欧盟的关系并恢复欧盟对波兰的巨额补贴。

## 荣誉
- 波兰文奇察市荣誉市民
- 2007年最受欢迎政策维克多奖
- 2008年《Wprost》周刊年度风云人物

### 外国勋章奖章
- 秘鲁太阳大十字勋章（秘鲁，2008年5月14日于利马颁发）
- 旭日大绶章（日本，2021年4月29日公布[7]）

## 外部連結
- Presidential campaign website（页面存档备份，存于）
- （波兰語） Unofficial presidential campaign website
- Donald Tusk – the Implementation of the Polish dream.

| 前任： 雅罗斯瓦夫·卡钦斯基 | 波兰总理 2007年至2014年       | 繼任： 埃娃·科帕奇 |
| 前任： 赫爾曼·范龍佩       | 欧洲理事会主席 2014年至2019年 | 繼任： 夏尔·米歇尔 |